# Tokody Gyula
Tokody Gyula (Rákoscsaba, 1927. január 17. – Budapest, 2006. január 8.) magyar történész, egyetemi tanár. A Magyar Tudományos Akadémia Történelemtudományi Bizottság, a Tudományos Minősítő Bizottság (TMB), a Századok, az Acta Historica és a História szerkesztőbizottsági tagja volt. A történelemtudományok kandidátusa (1961), a történelemtudományok doktora (1976).

## Életpályája
A Pápai Református Kollégiumban tanult; 1946-ban érettségizett. Ezután népi kollégista lett a József Attila kollégiumban, amelynek titkára is volt. 1948-ban – mint kollégiumi ifjúsági vezető – fegyelmi eljárás indult ellene. Ezután az Eötvös Loránd Tudományegyetem demonstrátora volt Bolgár Elek tanszékén.
1952-ben az Eötvös Loránd Tudományegyetem tanársegéde lett. 1953-ban diplomázott az Eötvös Loránd Tudományegyetem történész szakán. 1954-ben a Budapesti Orvostudományi Egyetemen politikai gazdaságtant tanított. 1957-től a Kossuth Lajos Tudományegyetem Történész Intézetének oktatója, 1967–1996 között egyetemi tanára volt. 1958-ban doktorált. 1959–1975 között az egyetemes történeti tanszék vezetője volt.
1967–1970 között a Kossuth Lajos Tudományegyetem Bölcsészettudományi Karának dékánja volt.
1970–1989 között a Magyarország-NDK Történész Vegyesbizottság elnöke volt. 1979–1982 között a Kossuth Lajos Tudományegyetem Történész Intézetének vezetője volt.
1996-ban nyugdíjba vonult.

## Családja
Szülei Tokody Alajos (?–1927) és Szabó Mária (?–1927) voltak. Nagyszülei nevelték fel. 1957-ben házasságot kötött Krüger Hannelore-val. Egy fiuk született: Péter (1967–).
Temetése az Óbudai temetőben történt.

## Művei
- Az Össznémet Szövetség és közép-európai tervei 1890–1918 (1959)
- Ausztria-Magyarország a Pángermán Szövetség világuralmi terveiben 1890–1918 (1963)
- Németország története (Niederhauser Emillel; 1972)
- Németország 1918–1919 (1980)
- Németország és a Magyarországi Tanácsköztársaság (1980)
- A budapesti német főkonzulátus jelenti… (1989)
- Európa története (társszerző, 1993)

## Díjai
- A Magyar Köztársasági Érdemrend kiskeresztje (1996)[1]